# 米约尔比市镇
米约尔比市镇（瑞典語：Mjölby kommun）是瑞典东南部东约特兰省的一个市镇。其治所位于米约尔比，约有12,000位居民。